# Réserve naturelle de San Cataldo
La réserve naturelle de San Cataldo (en italien : Riserva naturale San Cataldo) est un espace naturel protégé créé dans les Pouilles en 1977 à l'est de Lecce, sur la côte adriatique au sud de la station balnéaire de San Cataldo, sur le territoire des communes de Vernole et Lecce dans la Province de Lecce,.

## Caractéristiques
Depuis 1971, cette zone est considérée comme une zone humide d'intérêt international et a ensuite été reconnue comme zone de protection spéciale (ZPS) pour la nidification de nombreuses espèces d'oiseaux.
La réserve naturelle d'État de San Cataldo créée en 1977 et qui s'étend sur 28 ha en bordure du littoral présente des habitats différents :
- un maquis méditerranéen, avec une prédominance d'arbousier (Arbutus unedo), de pistachier lentisque (Pistacia lentiscus) et de myrte (Myrtus communis) qui reconquiert lentement les sous-bois ;
- des plans d'eau marécageux à roseau commun (Phragmytes australis) et marisque (Cladium mariscus) ;
- une forêt de chênes verts (Quercus ilex) ;
- une vaste zone d'eucelyptus (Eucalyptus globulus) ;
- une pinède artificielle plantée après les incendies.